# Pirâmide de Pascal
Na Matemática, a pirâmide de Pascal é uma generalização em três dimensões do Triângulo de Pascal, onde o que seria cada linha no triângulo é um "andar" (ou camada) da pirâmide. Ao invés de um número ser a soma dos dois que ficam acima, como no modelo em duas dimensões, cada elemento é a soma dos três valores que ficam mais próximos dele na camada anterior. Se estes três números fossem vértices, seria formado um triângulo direcionado para o lado oposto a camada. Por exemplo:
```
     1            1                 1                     1
     |          1   1             2   2                 3   3                      
 Camada 1         |             1   2   1             3   6   3                     
              Camada 2              |               1   3   3   1                   
                                Camada 3                  |                
                                                      Camada 4
```

```
       1
                   O seis (
6
) da camada seguinte (ou inferior)equivale
    2-----2        à soma dos três dois 2 da camada anterior (ou superior).
     \ 
6
 /         
      \ /          
1      2      1
```

## Propriedades da Pirâmide de Pascal
- Sendo m o número de uma camada qualquer, a soma de todos os valores dessa camada é igual a 3 m-1. Exemplos:

```
Camada 2:                 Camada 3:                            Camada 4: 
   1                         1                                    1
 1   1                     2   2                                3   3
-------                  1   2   1                            3   6   3
1 + 1 + 1= 3
1
           -----------                         1   3   3   1
 3 = 3            1 + 2 + 2 + 1 + 2 + 1 = 3
2
               ---------------
                           9 = 9               1 + 3 + 3 + 3 + 6 + 3 + 1 + 3 + 3 + 1 = 3
3

                                                              27 = 27
```

- Somando-se os números de cada coluna de uma camada e tratando os resultados como pertencentes a diferentes casas decimais, o valor obtido é igual a 111m-1. Exemplos:

```
 1     |1|     | |1| |      | | |1| | |       | |  |  | 1|  |  | |
---   1| |1    |2| |2|      | |3| |3| |       | |  | 4|  | 4|  | |
 1    -----   1| |2| |1     |3| |6| |3|       | | 6|  |12|  | 6| |
      1 1 1   ---------    1| |3| |3| |1      |4|  |12|  |12|  |4|
              1 2 3 2 1    -------------     1| | 4|  | 6|  | 4| |1
                           1 3 6 7 6 3 1     ----------------------
                                             1 4 10 16 19 16 10 4 1
111
0
   111
1
      111
2
           111
3
             111
4
 = 151807041
```